# Can Badés
Can Badés és una casa eclèctica a la vila d'Arbúcies (la Selva). La casa està situada dins una finca tancada, en la qual s'hi accedeix des del Passeig Mn. Anton Serres. Un camí envoltat d'arbres porta fins a la façana principal de l'edifici, amb un petit estany i molta vegetació al davant.

## Arquitectura
Es tracta d'un edifici de dues plantes i golfes, de planta quadrangular i teulada a quatre vessants. Les obertures de la façana principal són d'arc rebaixat amb brancals i llindes remarcades en pedra, al centre, al primer pis, hi ha un balcó amb barana de ferro sostingut per tres mènsules amb decoració. Les finestres de la planta baixa estan protegides amb reixes també de ferro, i la porta principal, actualment inutilitzada, presenta una mena de galeria de fusta amb vidriera de formes ondulants d'estil modernista. A l'últim pis només hi ha una obertura, és l'ull de bou de les golfes, situat al centre i a la part superior. Com a elements decoratius, a la façana destaca el treball dels ràfecs de la teulada que és el mateix que decora la part inferior del balcó. Sota el voladís s'aprecien les mènsules de fusta a tot el vol de la cornisa.
A banda i banda del cos central hi ha un cos adossat de planta baixa i terrassa coberta d'uralita sostinguda per columnes de ferro colat al primer pis. La barana és de ferro.
Les finestres de la façana lateral també es troben protegides amb reixes de ferro, i algunes emmarcades amb pedra. La primera, sota la terrassa, presenta un guardapols decoratiu al damunt.
Cal destacar els dos extrems de la part posterior de l'edifici, que corresponen a l'acabament dels dos cossos laterals, els quals són de forma arrodonida. Situats a la façana posterior, el cos de la dreta presenta una galeria amb vidriera al primer pis, seguint la forma corbada del mur, i en el de l'esquerra hi ha la porta d'accés a l'edifici, des de la qual hi ha l'escala que mena als pisos superiors.
L'interior ha estat reformat però conservant elements originals com són les motllures del sostre, guardapols en guix damunt les portes i decoracions incrustades als murs. La distribució també s'ha modificat, ja que algunes habitacions petites s'han ampliat o bé la cuina que és de construcció moderna. Al segon pis hi ha un altre habitatge de la mateixa família, per tant també ha estat reformat.
Prop de la casa hi ha una petita capella de planta quadrangular, d'una sola nau coberta a dues vessants. Presenta una petita rosassa a la façana i la porta és d'arc de mig punt. Però es troba en molt mal estat, abandonada i plena de vegetació que surt pel teulat, trencant així la coberta. Fa molts anys que no s'obre.

## Història
El nom de la casa Can Badés, prové dels antics propietaris, però després de la guerra la família Mongé va comprar la finca, passant a anomenar-se el Parc Mongé, amb diverses dependències i molta extensió de jardí. La casa principal de la finca però, és aquesta, per aquest motiu encara se la coneix amb el nom original de Can Badés. Dels Jardins de Can Badés, o el Parc Mongé, es va obrir una part al públic l'any 1995, actualment Parc de la Glorieta.
Santiago Rusiñol passà alguns estius en aquesta casa i en aquests jardins hi pintà quadres entre el 1927 i 1930.